# Jeremy Strong
Jeremy Strong, född 25 december 1978 i Boston, Massachusetts, är en amerikansk skådespelare. Han är bland annat känd för sin roll som Kendall Roy i tv-serien Succession, där hans insats gav honom en Emmy. Han har även medverkat i filmer som Lincoln (2012), Zero Dark Thirty (2012), Selma (2014), The Big Short (2015) och The Trial of the Chicago 7 (2020).

## Uppväxt
Jeremy Strong föddes i Boston och växte upp under fattiga förhållanden. När han var 10 år flyttade familjen till Sudbury i Massachusetts för att barnen skulle kunna gå i en bättre skola. Där upptäckte han teater och fick spela mot Chris Evans äldre syster vid flera tillfällen.
Strong var ett stort fan av metodskådespelare och idoliserade Daniel Day-Lewis, Al Pacino och Dustin Hoffman till en sådan grad att han sökte jobb bland kulisserna hos filmbolag. Han fick jobb på filmen Häxjakten (1996) där han fick hålla en gren framför Daniel Day-Lewis. Han fick också sköta ljudet åt Anthony Hopkins i Amistad (1997) och hjälpa Al Pacino redigera Looking for Richard (1997).
Strong har examen i engelska från Yale University, där han under studietiden spelade i ett antal pjäser. Han studerade också vid Royal Academy of Dramatic Art och Steppenwolf Theatre Company i Chicago. Efter Yale flyttade han till New York 2001 och fortsatte arbeta i filmbranschen, bland annat som assistent till Daniel Day-Lewis i filmen The Ballad of Jack and Rose (2005). Han fortsatte också spela teater på olika off-Broadway uppsättningar.

## Karriär
Strong gjorde sin Broadwaydebut 2008 i En man för alla tider, en roll han blev nominerad till Lucille Lortel Award för. En roll i pjäsen Defiance (2005) gav honom rollen i hans debutfilm Humboldt County (2008). Han syntes 2012 bredvid Daniel Day-Lewis i Lincoln. Han medverkade också i Zero Dark Thirty (2012), Selma (2014) och The Big Short (2015).
Hans roll i Adam McKays film The Big Short ledde till att McKay att rollsatte honom i HBO-serien Succession, som Kendall Roy. Rollen var hans stora genombrott och han blev flerfaldigt belönad för den med bland annat en Emmy Award och en Golden Globe.
Strong syntes 2019 i en roll i Guy Ritchies The Gentlemen, en roll han idag inte vill prata om. 2020 var han med i den Oscarsnominerade The Trial of the Chicago 7.
Under 2024 återvände Strong till Broadway för en uppsättning av Henrik Ibsens En folkefiende.

## Privatliv
Strong är gift med Emma Wall, en dansk psykiater, sedan 2016. De har tre döttrar tillsammans. Strong och hans familj bor främst i New York, men har även ett hem i Köpenhamn.

## Filmografi (i urval)

### Film
| År   | Titel                        | Roll                | Notering |
| ---- | ---------------------------- | ------------------- | -------- |
| 2008 | Humboldt County              | Peter               |          |
| 2008 | The Happening                | Menig Auster        |          |
| 2009 | The Messenger                | Soldat              |          |
| 2009 | Contact High                 | Carlos              |          |
| 2010 | The Romantics                | Pete                |          |
| 2010 | Yes                          | Man                 | Kortfilm |
| 2011 | Love Is Like Life But Longer | Blind man           | Kortfilm |
| 2012 | Lincoln                      | John George Nicolay |          |
| 2012 | Robot & Frank                | Jake                |          |
| 2012 | See Girl Run                 | Brandon             |          |
| 2012 | Zero Dark Thirty             | Thomas              |          |
| 2013 | Parkland                     | Lee Harvey Oswald   |          |
| 2014 | The Judge                    | Dale Palmer         |          |
| 2014 | Time Out of Mind             | Jack                |          |
| 2014 | Selma                        | James Reeb          |          |
| 2015 | Black Mass                   | Josh Bond           |          |
| 2015 | The Big Short                | Vinny Daniel        |          |
| 2017 | Detroit                      | Advokat Lang        |          |
| 2017 | Molly's Game                 | Dean Keith          |          |
| 2019 | Serenity                     | Reid Miller         |          |
| 2019 | The Gentlemen                | Matthew Berger      |          |
| 2020 | The Trial of the Chicago 7   | Jerry Rubin         |          |
| 2022 | Armageddon Time              | Irving Graff        |          |
| 2024 | The Apprentice               | Roy Cohn            |          |
| 2025 | Deliver Me from Nowhere      | Jon Landau          |          |

### TV
| År        | Titel          | Roll        | Notering   |
| --------- | -------------- | ----------- | ---------- |
| 2011–2013 | The Good Wife  | Matt Becker | 5 avsnitt  |
| 2013      | Mob City       | Mike Hendry | 4 avsnitt  |
| 2016      | Masters of Sex | Art Dreesen | 9 avsnitt  |
| 2018–2023 | Succession     | Kendall Roy | 39 avsnitt |

### Teater
| År   | Titel                  | Roll                           | Teater                                             |
| ---- | ---------------------- | ------------------------------ | -------------------------------------------------- |
| 2004 | Harun och sagornas hav | Mr. Sengupta                   | Williamstown Theatre Festival                      |
| 2005 | Defiance               | PFC Evan Davis                 | Hallie Flanagan Davis Powerhouse Theater, New York |
| 2006 | Defiance               | PFC Evan Davis                 | Manhattan Theatre Club, New York                   |
| 2006 | Frank's Home           | William                        | Playwrights Horizons, New York                     |
| 2007 | New Jerusalem          | Baruch de Spinoza              | Classic Stage Company                              |
| 2008 | En man för alla tider  | Richard Rich                   | American Airlines Theatre, New York                |
| 2009 | Our House              | Merv                           | Playwrights Horizons, New York                     |
| 2010 | The Coward             | Lucidus Culling                | The Duke on 42nd Street, New York                  |
| 2011 | The Hallway Trilogy    | Lucas                          | Rattlestick Playwrights Theater, New York          |
| 2012 | A Month in the Country | Mikhail Alexandrovitch Rakitin | Williamstown Theatre Festival                      |
| 2012 | The Great God Pan      | Jamie                          | Playwrights Horizons, New York                     |
| 2024 | En folkefiende         | Dr. Thomas Stockmann           | Circle in the Square Theater, New York             |